# Роберт Піль
Роберт Піль (англ. Robert Peel; 5 лютого 1788, Бері, Ланкашир — 2 липня 1850, Лондон) — британський державний і політичний діяч.

## Біографія
Народився 5 лютого 1788 року в Бері (графство Ланкашир). Батько — Роберт Піль, підприємець, займався виробництвом бавовни, баронет. Закінчив школу Гарроу й коледж Крайст Черч Оксфордського університету. У 1809 році був обраний до парламенту. У 1812 році Піль призначений на посаду секретаря у справах Ірландії.
У 1814 році, багато в чому завдячуючи його зусиллям, вдалося придушити активність Католицької ради (центрального комітету організованого католицького руху в Ірландії) й зупинити першу організовану політичну агітацію в Ірландії з часів англо-ірландської унії 1801 року.
У 1814 році Піль запропонував закон про збереження миру, завдяки якому було ініційовано створення Ірландської королівської поліції. Його розв'язання проблеми голоду в Ірландії у 1817 році було одним з найвизначніших успіхів уряду. Того ж року Піля обрано членом парламенту від Оксфордського університету.
У 1819 році Піль очолив комітет з грошового обороту й домігся повернення до готівкових платежів і золотого стандарту. У 1822 році Піль став міністром внутрішніх справ та провів реформу кримінального законодавства. У 1823—1830 роках були систематизовані стародавні статути, була вдосконалена пенітенціарна система, були пом'якшені покарання за кримінальні злочини та прискорено процес судочинства. У 1829 році він заснував у Лондоні муніципальну поліцію. На честь Піля (зменшене від Роберт — Боббі) англійських поліцейських називають «боббі».
Занепокоєний зростанням впливу профспілок і заворушеннями в промислових районах, Піль почав енергійно запроваджувати в життя фабричне законодавство й прагнув зберігати баланс сил між працедавцями і найманими працівниками. Він не втручався до суто економічних конфліктів; тим не менше, в умовах страйків у галузі промисловості, що розпочались у 1826 році, Піль зумів навести лад без застосування надзвичайних заходів.
Коли у 1827 році Роберт Дженкінсон пішов з посту прем'єр-міністра, Піль відмовився від своєї посади, оскільки розходився з Джорджем Каннінгом у питанні про католиків. Однак у 1828 році він повернувся до уряду Веллінгтона, знову ставши міністром внутрішніх справ і одночасно лідером палати громад. Після утворення 1823 року Католицької асоціації сила руху за скасування законів про католиків помітно зросла. Неохоче поступившись натиску з боку прем'єр-міністра, Піль провів у 1829 році білль про емансипацію католиків, за яким останні отримували практично рівні політичні права з протестантами. У підсумку він втратив місце в парламенті, а уряд, що втратив багатьох прибічників, зазнав поразки на виборах і пішов у відставку в листопаді 1830 року.
Хоч Піля й було висунуто від іншого виборчого округу, розкол у партії залишив його в ізоляції; він періодично виступав проти прийняття білля про парламентську реформу, запропонованого новим урядом вігів у 1831 році, проте в 1832 році відмовився увійти до складу уряду Веллінгтона, щоб провести альтернативний проєкт реформи. Завдяки поміркованій позиції стосовно вігського білля про реформу йому вдалось багато в чому відновити свою репутацію. Несподіване рішення Вільгельма IV про відставку уряду вігів у 1834 році поставило перед Пілем майже нереальне завдання формувати новий уряд. Тим не менше, перші сто днів прем'єрства Піля (листопад 1834 — квітень 1835) відзначились його публічною заявою про нові принципи консерватизму, відомою як Тамветський маніфест, і Піль став визнаним лідером партії. Попри те, що Пілю не вдалось перемогти на виборах 1835 року, малочисельна консервативна партія збільшила своє представництво в палаті громад, додавши 100 нових членів.
У 1835—1841 роках консервативна партія, якою керував Піль, постійно збільшувала вплив, чому сприяли гарно організовані вибори. Конфлікт з королевою Вікторією у зв'язку з вимогою щодо заміни деяких придворних дам вігської орієнтації не дав Пілю можливості посісти пост прем'єр-міністра в 1839 році. Однак на виборах 1841 року він здобув перемогу над вігами в ході прямого голосування з питання довіри уряду, та невдовзі консервативна партія домоглась більшості з перевагою у 70 голосів у палаті громад.
Останній кабінет Піля (вересень 1841 — червень 1846) був одним з найблискучіших у XIX столітті, до його складу входили шість колишніх і майбутніх прем'єр-міністрів, чотири майбутніх губернатори Індії. Дехто із цих здібних молодих міністрів, таких, як Гладстон, Сідней Герберт та Едуард Кардвелл, надалі утворили ядро групи видатних політиків середини 19 століття, названих пілітами. Основними цілями внутрішньої політики Піля було зменшення вартості життя для найбідніших шарів населення та заохочення промислового розвитку через стабілізацію фінансової системи й загальне зниження податків. У своєму першому бюджеті 1842 року він знову запровадив податок на прибуток, який існував ще за часів наполеонівських війн, знизив тарифи на ввезення багатьох видів товарів і сировини, скасував податки на експорт промислових товарів. Банківський акт 1844 року завершив створення британської банківської та валютної систем XIX століття, а значне збільшення прибуткової частини бюджету уможливило подальше значне зниження податків і тарифів у другому фритредерському бюджеті 1845 року. Процвітання країни звело нанівець чартистський рух, який набув особливо військового характеру у 1839—1842 роках.
У зовнішній політиці, особливо у відносинах із Францією та США, уряд Піля провадив тверду, але миротворчу політику. Договір Вебстера — Ашбертона 1842 року розв'язав спірне прикордонне питання між штатом Мен і провінцією Нью-Брансвік у Канаді. Угода 1846 року щодо Орегонських земель поклала край ще одній прикордонній суперечці між США та Великою Британією. Рух в Ірландії за скасування союзу, що став загрозливо впливовим після 1842 року, був зупинений вжиттям крутих заходів у 1843 році. Була створена комісія під керівництвом лорда Девона для реформи ірландської аграрної системи; у 1845 році були прийняті акти, що започатковували університети для католиків і дисентерів.
Голод в Ірландії, спричинений загибеллю врожаю картоплі в 1845 році, й погані врожаї у всій Англії змусили Піля ухвалити рішення про скасування податків на імпорт закордонного зерна. Остаточне рішення про скасування хлібних законів було ухвалене в червні 1846 року. У консервативній партії знову настав розкол, та після цілої серії дебатів, у ході яких Бенджамін Дізраелі створив собі ім'я блискучими викриттями прем'єр-міністра, більшість членів партії, якими керував Бентінк, відокремились від групи, яку очолював Піль. Піль пішов у відставку й надалі утримувався від участі в суто партійній опозиційній боротьбі. Піль надавав консультації та сприяв уряду вігів під керівництвом Рассела, який продовжував фритредерську політику Піля. 
Роберт Піль помер у Лондоні 2 липня 1850 року.